# Nouveau Centre Politique - Girchi
Nouveau centre politique – Girchi (en Géorgien : ახალი პოლიტიკური ცენტრი – გირჩი)est un parti politique libertaire en Géorgie. Il a été fondé le 5 novembre 2015 par des membres dissidents du Mouvement national uni. Notamment Zourab Japaridze, président du parti jusqu’en 2018, qui a ensuite fondé un nouveau parti avec un nom similaire Girchi - Plus de liberté. Ainsi que Iago Khvichia, le successeur à la tête du parti depuis 2018. Le parti a reçu 2,9 % des voix aux élections législatives géorgiennes de 2020, se voyant accorder 4 sièges au parlement géorgien en tant qu'opposition parlementaire, bien qu'il n'ait obtenu aucun siège à la suite des élections de 2024, malgré une augmentation marginale de sa part de voix à 3 %, en raison du seuil électoral relevé.